# Foreigner (Cat Stevens)
Foreigner è il settimo album del cantautore britannico Cat Stevens, pubblicato nel 1973
La traccia Foreigner Suite, che occupa l'intero lato A del disco, è il brano più lungo mai scritto dall'autore.

## Tracce
Testi e musiche di Cat Stevens.
Lato A
1. Foreigner Suite – 18:16

Lato B
1. The Hurt – 4:16
2. How Many Times – 4:32
3. Later – 4:47
4. 100 I Dream – 4:10

## Formazione
- Cat Stevens – voce, chitarra, pianoforte, piano elettrico, organo, sintetizzatore, arrangiamento fiati
- Paul Martinez – basso elettrico (tranne traccia: 2)
- Bernard Purdie – batteria
- Phil Upchurch – chitarra elettrica
- Jean Roussel – arrangiamento archi e fiati
- Gerry Conway – batteria (traccia: 1)
- Herbie Flowers – basso elettrico (traccia: 2)
- Patti Austin, Barbara Massey, Tasha Thomas – cori (tracce: 1, 2, 4)